# 2016년 미네소타 트윈스 시즌
2016년 미네소타 트윈스 시즌은 메이저리그의 구단인 미네소타 트윈스의 2016년 시즌이다. 폴 몰리터 감독이 팀을 이끈 2번째 시즌이며, 박병호가 한국인 선수로 뛴 시즌이기도 하다. 팀은 아메리칸리그 중부지구 최하위에 그쳤다.

## 선수단
- 선발투수 : E.산타나, 깁슨, 산티아고, 마이어, 밀론, 더피, 베리오스
- 구원투수 : 프레슬리, 아바드, 로저스, 놀라스코, 위머스, 오루크, 샤그와, 보셔스, 메지아, 그라함, 퍼킨스, 라미레즈, 휴즈, 메이, 앨버스, 톤킨, 딘, 피엔, 라이트
- 마무리투수 : 킨츨러, 젭슨
- 포수 : 센테노, 스즈키, 머피, 에스코바르
- 1루수 : 마우어, 사노, 바르가스
- 2루수 : 도지어, 누네즈, 베레스포드
- 유격수 : 폴랑코
- 3루수 : 플루프
- 좌익수 : 로사리오, 그로스먼, D.산타나
- 중견수 : 케플러, 벅스턴, 셰퍼, 마스트로이아니
- 우익수 : 아르시아
- 지명타자 : 박병호

## 수상
- 황금사자기 전국고교야구대회 70주년 기념 현역 올스타: 박병호 (포수)